# Acanthurus albimento
Acanthurus albimento (Carpenter, Williams e Santos, 2017) è un pesce osseo marino appartenente alla famiglia Acanthuridae.

## Distribuzione e habitat
Questa specie è conosciuta solo per 6 individui acquistati sui mercati ittici di Luzon, un'isola delle Filippine per cui l'areale rimane ignoto.

## Descrizione
Questa specie, come gli altri Acanthurus, ha corpo ovale, compresso lateralmente. La bocca è piccola, posta su un muso sporgente; sul peduncolo caudale è presente una spina mobile molto tagliente. La pinna dorsale è unica e piuttosto lunga, di altezza uniforme. La pinna anale è simile ma più corta. La pinna caudale è lunata. Le scaglie sono molto piccole. Gli adulti hanno una vistosa gibbosità frontale. La livrea degli individui viventi è ignota. Gli esemplari freschi hanno colorazione bruna con numerose striature alternate blu e scure sul corpo. Le labbra sono marroni, il superiore ha un bordo bianco che si estende sul mento. La testa è bruna con numerose striature ondulate blu iridescente che arrivano all'opercolo branchiale. Una striscia non ben definita di colore arancio attraversa l'occhio per arrivare al bordo dell'opercolo. Strisce azzurre sono presenti alla basa delle pinne pettorali e delle pinne ventrali. La pinna dorsale ha una fascia arancio lungo la base. La spina sul peduncolo caudale è circondata da una macchia scura con bordo bianco; la spina stessa è grigia. La pinna caudale ha base bianca ed è coperta di linee azzurro chiaro verticali.
La taglia massima dei sei soli esemplari noti è di 25,5 cm.

## Biologia
Ignota.

## Pesca
I soli esemplari conosciuti sono stati acquistati su un mercato ittico, si suppone quindi che la specie venga pescata.